# Skull Cave (Californie)
Pour les articles homonymes, voir Skull Cave.
La Skull Cave (« Grotte du crâne ») est un tunnel de lave dans le comté de Siskiyou, en Californie, dans l'ouest des États-Unis. Elle est protégée au sein du Lava Beds National Monument.